# Белият войник
„Белият войник“ (на английски: The Adventure of the Blanched Soldier) е разказ на писателя Артър Конан Дойл за известния детектив Шерлок Холмс. Включен е в сборника „Архив на Шерлок Холмс“ (The Case-Book of Sherlock Holmes), за първи път публикуван в списание „Странд“ в периода октомври 1921 – април 1927 г.

## Сюжет
Внимание:  Текстът по-долу разкрива сюжета на произведението (или части от него)!
В началото на януари 1903 г. към Шерлок Холмс се обръща за помощ Джеймс Дод, издирващ своя близък приятел Джефри Емсуърт. След раняването си Джефри бил изпратен в болница в Кейптаун, а след това е заминал за Англия. През цялото това време той е написал само две писма до Дод, след което кореспонденцията им внезапно прекъсва. Дод се опитва да се свърже с бащата на Джефри, полковник Емсуърт. Първоначално той просто не отговоря на писмата на Дод, а след това съобщава накратко, че поради влошаване на здравето на Джефри, той е заминал на околосветско пътешествие и свързването с него е невъзможно.
Недоволен от това обяснение, Дод отива в имението на Емсуърт и се опитва да убеди полковника да разкаже за местоположението на Джефри, но напразно. През нощта става загадъчна случка: Дод вижда Джефри, който го гледа през стъклото от външната страна на помещението, а лицето му е мъртвешки бяло. На следващия ден Дод търси Джефри в имението, където намира отделен павилион, в който има заключен човек. Дод не вижда лицето му, но фигурата на този човек му напомня на приятеля му Джефри. Опитът му да влезе в павилиона е прекъснат от полковник Емсуърт, който изгонва Дод от имота.
Холмс практически веднага решава този пъзел и предлага на Дод да отидат с него при полковника Емсуърт. Придружени са от непознат приятел на Холмс. Първоначално срещата с полковника върви изключително трудно, полковникът е готов дори да се обади в полицията, но Холмс пише на лист една дума: „Проказа“. Осъзнавайки, че Холмс е разгадал всичко, полковникът ги кани в мистериозния павилион, където наистина живее Джефри, който е принуден да се крие от всички, защото има проказа.
Оказва се, че когато е бил ранен и в полусъзнание, Джефри случайно се е озовал в болница, където са били държани прокажени и е прекарал нощта в леглото на един от пациентите. Завръщайки се в Англия, Джефри открива в себе си ужасните симптоми на заболяването (побеляване на лицето). За да не бъде изпратен в колонията на прокажените, родителите на Джефри са решили да го оставят в отделна стая и да прекратят контактите му с външния свят.
Въпреки всичко, историята има щастлив край. Непознатият, който е дошъл с Холмс и Дод, е известен лекар по кожни заболявания, сър Джеймс Саундърс. Саундърс преглежда Джефри и заявява, че той има „псевдопроказа“, болест с много сходни характеристики, която обаче не е инфекциозна като проказата и най-важното – лечима.

## Интересни факти
Разказът „Белият войник“ е от малкото истории (като „Скандал в Бохемия“, „Благородният ерген“, „Човекът с обърнатата устна“) за приключенията на Шерлок Холмс и д-р Уотсън, в които няма криминална загадка.
„Белият войник“ е един от двата разказа (другият е „Лъвската грива“), в които историята е разказана от името на Шерлок Холмс.